# Хотык
Хотык — многослойный разновременный палеолитический комплекс, расположенный в Хоринском районе Республики Бурятии, на правом берегу реки Она, в 6 км от села Анинск. Относится к Онинскому геоархеологическому району. Открыт в 1993 году совместной экспедицией Бурятского института общественных наук СО РАН и Королевским музеем истории и искусств Бельгии под руководством Л. В. Лбовой и Ф. Штейнхауда. Раскапывался в 1997—1999, 2001, 2003 и 2006 годах археологическим отрядом Бурятского института общественных наук СО РАН. Находки хранятся в музее БНЦ СО РАН.
Первоначально комплекс разделялся на четыре уровня, два из которых определены как долговременные поселения, остальные — как кратковременные стоянки. В результате последующих исследований разделен на шесть культурных слоёв. В одном из культурных горизонтов найдены следы проведения ритуальных или сакральных действий.
Во время раскопок поселения найден фрагмент флейты, возможно, один из древнейших музыкальных инструментов, обнаруженных на территории Сибири. В 2019 году Институтом эволюционной антропологии Общества Макса Планка, по материалам отложений памятника, собранным археологом Томасом Хайэмом, найдены едва заметные следы мтДНК млекопитающих (лошадь, шерстистый носорог, корова и ряд других). В образцах отложений из третьего уровня найдены два образца мтДНК человека.
Памятник является объектом культурного наследия России федерального значения.

## Географическое положение
Памятник располагается на южном склоне одноимённого остепненного среднегорного массива, по которому и получил своё название, в небольшом распадке — Онинской впадине, в 6 км от села Анинск Хоринского района Бурятии, в бассейне реки Уда, на правом берегу реки Она. В 13 км от памятника по прямой на север находится стоянка Барун-Алан 1. Вместе с такими памятниками как Саган-Шулун, Додо-Она, могильник Наран, петроглифы Наран, Наран-Хабсагай, Анинский дацан, Хотогой-Хабсагай, Онинский могильник относится к Онинскому геоархеологическому району.

## История исследования
Сборы подъёмного материала, относящегося к эпохе палеолита, в окрестностях горы Хотык и у подножия утёса Хотогой-Хабсагай производились ещё в 1950-е годы, но крупные исследования стали проводить только с 1990-х годов. Местонахождение Хотык было открыто в 1993 году совместной экспедицией Бурятского института общественных наук СО РАН и Королевского музея истории и искусств Бельгии (руководители — Л. В. Лбова и Ф. Штейнхаудт). В 1997—1999 годах археологический отряд Бурятского института общественных наук СО РАН совместно с ВСГАКИ под руководством археолога Л. В. Лбовой проводил детальные разведочные работы, было заложено два раскопа (находящиеся на расстоянии 65 м друг от друга на предгорном шлейфе в верхней (раскоп 2) и средней (раскоп 1) части склона) и четыре шурфа. В результате были получены данные, по которым было выдвинуто предположение о наличии серии палеолитических разновременных комплексов, по данным РТЛ-датирования, оценивающийся от 22—25 до 90—100 тыс. лет назад. Первый уровень из первого раскопа был оценен как уровень переотложения археологических материалов, а во втором раскопе, который располагался выше по склону, уже наблюдалась другая ситуация — материал не был переотложен.
В 2001, 2003 и 2006 годах экспедиция археологического отряда Бурятского института общественных наук СО РАН под руководством Л. В. Лбовой проводила дополнительные исследования на комплексе. В 2009 году памятник был обследован археологическим отрядом Института монголоведения, буддологии и тибетологии СО РАН под руководством В. И. Ташака.
Летом 2018 года для проверки возможности извлечения восстановимой человеческой ДНК в археологических памятниках верхнего палеолита Сибири на археологическом комплексе Хотык, а также на поселениях Варварина Гора и Каменка, проводил сбор отложений с третьего и четвёртого уровня комплекса археолог Том Хайэм. С трёх посещенных стоянок Т. Хайэмом было собрано 132 пакета с землей для проведения исследований сохранения в грунте древней ДНК. Позднее эти пакеты были переданы в Институт эволюционной антропологии Общества Макса Планка, где начали поиск мтДНК любых млекопитающих в полученных образцах. В результате было обнаружено наличие мтДНК млекопитающих и мтДНК человека, по предварительным данным современного человека.
Памятник археологии состоит на государственной охране в соответствии с Постановлением Правительства Республики Бурятия № 337 от 28 сентября 2001 года. В едином государственном реестре объектов культурного наследия (памятников истории и культуры) народов Российской Федерации приказом Министерства культуры РФ № 111252-р от 3 октября 2017 года комплекс Хотык зарегистрирован как объект культурного наследия федерального значения «Хоринск. Поселение Хотык (9 пунктов)», с присвоением ему регистрационного номера 031741055200006.

## Комплекс
Первоначально по планиграфической оценке, объёму и составу фаунистических и археологических коллекций были сделаны выводы о наличии различных по системе организаций комплексов разделённых на четыре уровня: уровень два и три — долговременные поселения с ямами-хранилищами, уровни один и четыре — кратковременные стоянки, по последующим исследованиям комплекс был разделен на шесть археологических уровней (десять литологических слоёв), пятый и шестой уровни были открыты во время полевых исследований в 2001 году.
Фаунистические остатки представлены костными остатками лошади, кулана, бизона, аргали, дзерена, волка, корсака, шерстистого носорога, сайги, медведя, гиены, благородного оленя, косули, полёвки Брандта и сурка. Кости шерстистого носорога представлены фрагментами черепов, эпистрофеями, зубами, плечевыми костями, пястными костями, астрагалом. В Селенгинском среднегорье наибольшее число особей шерстистого носорога, минимум четыре, было найдено в Подзвонкой и Хотык (третий уровень), в других было только отмечено его присутствие. В комплексе кости мамонта не встречаются, что объясняется крайне низкой плотностью его популяций и уровнем развития каменной индустрии, не позволявшей охотиться на них. Во втором раскопе разреза Хотык содержалась пыльца злаковых, сложноцветных, полыни, единичные зерна сосны обыкновенной. Находки хранятся в музее БНЦ СО РАН. По видовому составу палеофауны комплекса было установлено, что в течение позднего неоплейстоцена в Удинской впадине был сухостепной и/или полупустынный климат.
При раскопках третьего культурного слоя был обнаружен фрагмент музыкального инструмента, аналоги которого встречались в европейских раннеориньякских комплексах. Сначала самый нижний четвёртый уровень залегания артефактов был определён как среднепалеолитический и отнесен к началу зырянского похолодания (ок. 25-23 тыс. лет назад), но впоследствии на местонахождении были выявлены более древние горизонты, содержащие артефакты. Геологической особенностью комплекса является нарушение культурных слоев позднекаргинского возраста криогенными процессами, выразившимися в мерзлотных клиньях. В разрезах были зафиксированы признаки плоскостного смыва кровли отложений, произошедшего в начале сартанской эпохи. По опубликованным данным такие комплексы, как Варварина гора, Хотык, Подзвонкая и Барун-Алан 1 (слой 7), характеризуются сопоставимыми типотехнологическими компонентами, если не схожей сборкой инвентаря.
В 2019 году Институт эволюционной антропологии Общества Макса Планка в образцах отложений, собранных археологом Томом Хайэмом с третьего и четвёртого уровня комплекса, нашел едва заметные следы мтДНК млекопитающих (лошадь, шерстистый носорог, корова и ряд других). В образцах отложений из третьего уровня были найдены два образца мтДНК человека. Первый образец был слабо выражен, поэтому определить по нему принадлежность человека к определённому виду не представлялось возможным. Второй образец принадлежал, по предварительным данным, «современному человеку».

### Разделение на четыре уровня
В первом уровне было найдено 294 предмета из камня, располагавшихся по всей площади первого раскопа, на глубине 30—40 см от уровня современной поверхности. Из них три экземпляра нуклеусов, девять экземпляров нуклевидных обломков, 199 экземпляров отходов техники первичного расщепления (отщепы — 79 экземпляров, пластинчатые отщепы — семь экземпляров, пластины — 113 экземпляров), технические сколы — 10 экземпляров, 38 экземпляров орудийных наборов (острия — три экземпляра, скребла — девять экземпляров, обушковые ножи — три экземпляра, скребки — три экземпляра, резцы — два экземпляра, долотовидные орудия — пять экземпляров, одна проколка, шесть экземпляров комбинированных орудий, выемчатые орудия — четыре экземпляра, зубчато-выемчатые орудия — два экземпляра) и семь экземпляров обломков и осколков. Часть находок происходит из второго уровня. Индустрия комплекса оценивается как верхнепалеолитическая и по геологическим отложениям датируется 22000±2500—27000±3000 лет назад.
Второй уровень представляет собой сложный поселенческий комплекс, возможно заселение площадки было неоднократным. Стратиграфия не очень ясна ввиду активной деятельности древнего человека и переработки геологических тел голоценовой фауной. Раскопом в данном уровне было вскрыто четыре скопления артефактов, крупных целых костей и костей, подвергшихся расщеплению человеком, каменных сооружений. Под тремя скоплениями были зафиксированы каменные конструкции и костные линзы целых крупных костей шерстистого носорога, бизона и лошади — подобные конструкции интерпретируются как хозяйственные ямы. Хозяйственные ямы были глубиной 50—60 см и наполнены костями животных, их фрагментами и артефактами, в северной (в одной из ям в восточной) стороне ямы были обставлены вертикальными или наклонными плитами, врытыми в землю. В северной части первого раскопа был обнаружен искусственный вал, состоящий из крупных костей животных и каменных глыб шириной около 2 м и мощностью до 40—50 см, видимая длина вала в пределах раскопа составляла 6 м в направлении с северо-запада на юго-восток. Индустрия комплекса второго уровня оценивается как переходная с раннего верхнего палеолита. По РТЛ второй уровень датируется возрастом 26—40 тыс. лет назад — каргинское времени. Л. В. Лбова оценивает комплекс в пределах верхних границ — финалом каргинского периода — 25—30 тыс. лет назад. Результаты полученные по радиоуглеродному датированию — 26220±500 лет назад, проведенному в Аризонском университет (Туссон) коррелируют с этой оценкой.
Находки состоят из 816 предметов из камня: две преформы, 13 нуклеусов, восемь нуклевидных обломков, 22 технических скола, 53 пластины, 343 фрагмента пластин, 199 отщепов, 35 пластинчатых отщепов, 121 обломок, осколок, три отбойника и 17 галек. Находки орудийного набора состоят из 147 экземпляров: семь экземпляров остроконечников и острия, 19 экземпляров ножей, три экземпляра тесловидных изделий, пять экземпляров долотовидных изделий, 13 экземпляров проколок, 11 экземпляров скребков, 27 экземпляров скрёбел, три экземпляра оригинальных орудий (для некоторых специальных целей), 19 экземпляров выемчатых орудий, 12 экземпляров зубчато-выемчатых орудий, 11 экземпляров комбинированных орудий, 14 экземпляров пластин и отщепов с ретушью, три экземпляра отбойников-терки. Были обнаружены достаточно древние и редкие для сибирского палеолита орнаментированные изделия, а антропоморфные элементы декора делают находки ещё уникальнее. Орудийный набор первого и второго уровня не имеют принципиальных различий. По технико-типологическим характеристикам артефактов комплекс второго уровня близок к таким памятникам, как Толбага, Варварина Гора, Подзвонкая.
Третий уровень представлен в виде скопления артефактов с четкими границами и костей посткраниального скелета животных (лошади, носорога, дзерена), приуроченных к каменным конструкциям — вертикально установленным плитам. Культурный слой был зафиксирован на глубине 100—120 см. Во втором раскопе было обнаружено скопление артефактов и фаунистических остатков, сконцентрированных на площади в 1,2 м², включая находки предметов неулитарного назначения, остроконечников, орудий, осколков яшмы, горного хрусталя, слюды, гематитовой слюдки. Часть находок имеет слегка блестящую поверхность. Восточнее, в 2 м от этой зоны, раскопом было выявлено так называемое «захоронение костей животных» — намеренное захоронение шерстистого носорога, которое было осуществлено в кладке из небольших плит с засыпкой охрой, вместе с ним были захоронены и изделия из цветной яшмы, кварца, кости и бусинами-подвесками. Передняя конечность шерстистого носорога сначала была уложена на большую горизонтальную плиту, а затем обложена небольшими плитками. Рядом, в 0,5 м восточнее, была обнаружена лопатка бизона с вырезанным «женским знаком». Скорее всего, это результат ритуального поведения, возможно, связанного с продуцирующими обрядами.
В скоплении с неутилитарными предметами был обнаружен фрагмент музыкального инструмента, представляющий собой обломок птичьей кости (по определению И. Мликовского — лебедя). Длина предмета составляет 4,5 см, диаметр не более 0,7 см, кость имеет легкое уплощение. В средней части инструмента было намеренно выполнено отверстие подпрямоугольной формы. По следы излома на одном конце артефакта было установлено, что это только фрагмент изначально более крупного изделия. Согласно последним датировкам, фрагмент флейты имеет возраст от 28 до 38 тыс. лет назад. Полученные в лаборатории Аризонского университета датировки дают возраст 32—38 тыс. лет назад. Данную находку можно считать древнейшим музыкальным инструментом, обнаруженным на территории Сибири. Аналогичные находки были обнаружены в материалах раннеориньякских слоев Холе Фельс и Фогельферд в Юго-Западной Германии (Швабия), флейты из птичьих костей и мамонтового бивня также были найдены в слое возраст которого составляет от 35—36 до 44 тыс. лет назад.
Коллекция находок представлена 80 артефактами: три нуклеуса, три технических скола, два краевых скола, семь пластин, 18 фрагментов пластин, два острия без ретуши, 15 отщепов, 10 микроотщепов, один камень копытовидной формы, 20 осколков и обломков. Орудийный набор представлен 21 экземпляром находок: шесть остроконечников, три ножа, два скребла, три зубчатых орудия, три выемчатых орудия, одна проколка, один отщеп, две пластины с ретушью. На уровне преобладает мустьерские орудия, среди верхнепалеолитических форм определена только одна проколка, но скорее всего, коллекция представляет не всю истинную ситуацию, та как была вскрыта только небольшая площадь — 8 м². Коллекция артефактов третьего уровня имеет различия по технико-типологическим показателям с вышележащими и нижележащими уровнями. Основой индустрии является техника параллельного расщепления, которая близка пластинчатым индустриям начала верхнего палеолита Центральной Азии. Имеются единичные артефакты, выполненные из мухорталинского туфа, месторождение которого находится в 60 км на юго-запад от комплекса, аналоги встречаются в поселениях Толбага, Варварина Гора и Каменка.
По результатам исследования третьего уровня его планиграфия и состав комплекса артефактов объясняет этот уровень как место проведения ритуальных или сакральных действий. Л. В. Лбова предполагает, что третий уровень имеет признаки «переходности» индустрии и определяется ранним этапом верхнего палеолита возрастом около 30—40 тыс. лет назад. РТЛ датирование даёт возраст от 46600±2000 до 63400±9500. Комплекс третьего уровня близок по коллекции находок к Каменке (Комплекс А), это позволяет говорить о культурно-хронологической однородности комплексов или возможной близости функций раскопанных участков поселений, но в то же время разная степень изученности памятников и неодинаковая вскрытая площадь не позволяет достаточно точно подтвердить данное утверждение.
Четвертый уровень зафиксирован во втором раскопе в северо-западном углу, глубина залегания 1,8—2 м. Каменный инвентарь представлен 14 находками: один нуклеус, семь отщепов, один обломок, пять орудий. Остеологическая коллекция представлена остатками скелета сурка и фрагментами расщепленной кости, и обработанной по линии расщепления костью дзерена, кость подвергалась термической обработке. Л. В. Лбова указывает на то, что каменные артефакты характеризуются преобладанием радиального, ортогонального и леваллуазского расщепления. Уровень оценен как раннезырянский, в пределах 65—100 тыс. лет назад, датируется мустьерским временем, при этом верхняя часть датируется 65—85 тыс. лет назад.

### Разделение на шесть уровней
Второй уровень по РТЛ датируется периодом 26—28,5 тыс. лет назад, третий уровень — 29—32 тыс. лет назад, Л. В. Лбова, в результате исследований отложений памятника, датирует оба слоя возрастом 35—40 тыс. лет назад. Уровни с четвёртого по шестой относят к финалу среднего палеолита, комплекс каменных артефактов этих уровней по своим технико-типологическим характеристикам отличается от ранневерхнепалеолитических ансамблей уровней от первого до третьего.
Десятый литологический слой первоначально датировался казанцевским временем, однако в дальнейшем был отнесен к раннезырянскому времени. По РТЛ-датировке, проведенной в Геологическом институте СО РАН, он находится в пределах 86—110 тыс. лет назад. Для четвёртого уровня (девятого литологического слоя) по отложениям были получены две датировки: 57—73 тыс. лет назад (для кровли слоя) и 88—94 тыс. лет назад (сам слой), что относит его к раннезырянскому времени. Восьмой литологический слой, в котором расположен третий уровень залегания находок, имеет также две датировки: 24—30 тыс. лет назад и 28—40 тыс. лет назад и относится к финально-раннезырянскому-раннекаргинскому времени. Седьмой литологический слой, к которому соотносят второй уровень залегания находок, датируется возрастом 38,2—51,8 тыс. лет назад — каргинское время. Шестой слой датируется от 30 до 40 тыс. лет назад. Пятый и четвёртый (первый уровень залегания артефактов) литологические слои датируются соответственно — 23—29 и 19,5—24,5 тыс. лет назад, пятый слой относят к казанцевому времени, четвёртый — к сартанскому времени. Первый, второй и третий литологические слои являются горизонтами современной почвы и насыщены костными неопределенными фрагментами и археологическими артефактами. В публикациях наблюдается некоторая несогласованность изложения результатов палеопедологических исследований, касающихся уровней четыре, пять и шесть.

## Комментарии
1. ↑  Вторичное, более позднее перемещение ранее отложенного (твердый материал, отложившийся в зоне современного осадкообразования и не превращенный еще в горные породы (ил, сапропель)) обломочного материала, пыльцы, культурных слоев и др. При этом меняется характер перемещенного материала (в результате окатывания, измельчения, деформации, перераспределения и т. д.)[13].
2. ↑  Процессы, которые обусловлены сезонным и многолетним промерзанием и оттаиванием увлажненных рыхлых пород[32].
3. ↑  Удаление верхнего слоя почвы или продуктов выветривания горных пород дождевыми и талыми водами, более или менее равномерно стекающими по склону[33].
4. ↑  Эпоха развития последнего горного оледенения в горах Сибири. Иногда относят к заключительной стадии единого (зырянского) позднеплейстоценового оледенения (140000 – 10300 лет назад) — последнего покровного оледенения Западно-Сибирской равнины в её северной части[34].
5. ↑  Проколка — орудие, имеющее удлиненный, обработанный ретушью, прокалывающий кончик[38].